# Drugi rząd Andriusa Kubiliusa
Drugi rząd Andriusa Kubiliusa – piętnasty rząd Republiki Litewskiej od ogłoszenia niepodległości w 1990.
Andrius Kubilius został mianowany premierem 28 listopada 2008, a jego rząd rozpoczął funkcjonowanie po zaakceptowaniu programu przez Sejm, co nastąpiło 9 grudnia 2008. Rząd powstał po dymisji poprzedniego gabinetu w związku z wyborami do parlamentu kolejnej kadencji. Został utworzony przez koalicję czterech ugrupowań, do których należały: Związek Ojczyzny – Litewscy Chrześcijańscy Demokraci (TS-LKD), Partia Wskrzeszenia Narodowego (TPP), Ruch Liberalny Republiki Litewskiej (LRLS) oraz Związek Liberałów i Centrum (LiCS).
Rząd podał się do dymisji 12 lipca 2009 po zaprzysiężeniu nowej prezydent Dalii Grybauskaitė, która dymisję tę przyjęła. 17 lipca tego samego roku Andrius Kubilius został ponownie mianowany premierem, a 22 lipca powołał nową radę ministrów (w dotychczasowym składzie z jedną zmianą). Gabinet funkcjonował przez całą czteroletnią kadencję. Po wyborach parlamentarnych w 2012 został zastąpiony przez rząd, na czele którego stanął socjaldemokrata Algirdas Butkevičius. Ostatecznie proces kształtowania nowego rządu zakończył się w dniu 13 grudnia 2012.

## Skład rządu
| Funkcja                           | Minister               | Partia | Okres urzędowania | Okres urzędowania |
| Funkcja                           | Minister               | Partia | od                | do                |
| --------------------------------- | ---------------------- | ------ | ----------------- | ----------------- |
| premier                           | Andrius Kubilius       | TS-LKD | 9 grudnia 2008    | 13 grudnia 2012   |
| minister edukacji i nauki         | Gintaras Steponavičius | LRLS   | 9 grudnia 2008    | 13 grudnia 2012   |
| minister energetyki               | Arvydas Sekmokas       | TS-LKD | 6 lutego 2009     | 13 grudnia 2012   |
| minister finansów                 | Algirdas Šemeta        | TS-LKD | 9 grudnia 2008    | 30 czerwca 2009   |
| minister finansów                 | Ingrida Šimonytė       | TS-LKD | 7 lipca 2009      | 13 grudnia 2012   |
| minister gospodarki               | Dainius Kreivys        | TS-LKD | 9 grudnia 2008    | 17 marca 2011     |
| minister gospodarki               | Rimantas Žylius        | TS-LKD | 17 marca 2011     | 13 grudnia 2012   |
| minister komunikacji              | Eligijus Masiulis      | LRLS   | 9 grudnia 2008    | 13 grudnia 2012   |
| minister kultury                  | Remigijus Vilkaitis    | TPP    | 9 grudnia 2008    | 1 lipca 2010      |
| minister kultury                  | Arūnas Gelūnas         | TPP    | 2 lipca 2010      | 13 grudnia 2012   |
| minister obrony narodowej         | Rasa Juknevičienė      | TS-LKD | 9 grudnia 2008    | 13 grudnia 2012   |
| minister pracy i opieki socjalnej | Rimantas Dagys         | TS-LKD | 9 grudnia 2008    | 22 lipca 2009     |
| minister pracy i opieki socjalnej | Donatas Jankauskas     | TS-LKD | 22 lipca 2009     | 13 grudnia 2012   |
| minister rolnictwa                | Kazys Starkevičius     | TS-LKD | 9 grudnia 2008    | 13 grudnia 2012   |
| minister spraw wewnętrznych       | Raimundas Palaitis     | LiCS   | 9 grudnia 2008    | 21 marca 2012     |
| minister spraw wewnętrznych       | Artūras Melianas       | LiCS   | 12 kwietnia 2012  | 13 grudnia 2012   |
| minister spraw zagranicznych      | Vygaudas Ušackas       | TS-LKD | 9 grudnia 2008    | 26 stycznia 2010  |
| minister spraw zagranicznych      | Audronius Ažubalis     | TS-LKD | 11 lutego 2010    | 13 grudnia 2012   |
| minister sprawiedliwości          | Remigijus Šimašius     | LRLS   | 9 grudnia 2008    | 13 grudnia 2012   |
| minister środowiska               | Gediminas Kazlauskas   | TPP    | 9 grudnia 2008    | 13 grudnia 2012   |
| minister zdrowia                  | Algis Čaplikas         | LiCS   | 9 grudnia 2008    | 10 marca 2010     |
| minister zdrowia                  | Raimondas Šukys        | LiCS   | 10 marca 2010     | 13 grudnia 2012   |